# Giovanni Simonini
Giovanni Simonini (Castelvetro di Modena, 18 aprile 1949) è un ex calciatore italiano, di ruolo difensore.

## Carriera
Cresce nel Modena, con cui debutta in Serie B nel 1970 disputando due campionati cadetti.
Nel 1972 passa al Catania, dove disputa quattro campionati, di cui due in Serie B culminati con la retrocessione nel 1973-1974, l'immediata risalita nella stagione 1974-1975 ed un ultimo campionato cadetto l'anno successivo.
Conclude la carriera da professionista nel 1976 giocando in Serie C con la maglia del Messina.

## Palmarès

### Club

#### Competizioni nazionali
- Serie C: 1

Catania: 1974-1975